# Uribea tamarindoides
Uribea tamarindoides är en ärtväxtart som beskrevs av Armando Dugand och Rafael Romero. Uribea tamarindoides ingår i släktet Uribea och familjen ärtväxter. Inga underarter finns listade i Catalogue of Life.